# 1982年バスケットボール女子アジア選手権
1982年バスケットボール女子アジア選手権（The 9th Basketball Asia Championship for Women）は、東京都で開催された第8回バスケットボール女子アジア選手権。4月28日から5月5日までの期間で開催された。日本開催は初。
韓国が3大会連続7度目の優勝を飾った。韓国と中国・日本は1983年世界選手権出場権を獲得した。

## 最終結果
| 順位 | 国           |
| ---- | ------------ |
| 1    | 韓国         |
| 2    | 中国         |
| 3    | 日本         |
| 4    | マカオ       |
| 5    | シンガポール |
| 6    | マレーシア   |
| 7    | 香港         |
| 8    | フィリピン   |
| 9    | インド       |